# Was kostet Liebe?
Was kostet Liebe? ist ein österreichisch-deutscher Stummfilm aus dem Jahre 1929 von E. W. Emo mit Igo Sym in der Hauptrolle.

## Handlung
Der Bankier Graf Leblanc hat vieles erreicht im Leben aber auch durch seinen harten Egoismus in jungen Jahren so manchen vor den Kopf gestoßen und geliebte Angehörige verprellt. Da erinnert er sich seines verarmten Neffen Lucien, der sich als Bohemien am Montmartre von Paris ein paar Sous als Maler verdient und arm aber glücklich mit Freundin Denise, einer Tänzerin, und Kumpel Pablo in einer Mansarde lebt. Der Alte zeigt sich bereit, den Neffen an Sohnes statt anzunehmen, aber nur unter einer Bedingung: Lucien müsse sich dafür komplett aus seinem bisherigen Lebensumfeld lösen. Diese Bedingung erscheint Lucien unakzeptabel, aber seine Freundin Denise macht ihm klar, welche Vorzüge dieses Angebot für ihn haben könnte.
Und so willigt Lucien ein. Bald aber beginnt er, der sich wie ein Vogel im goldenen Käfig fühlt, Denise zu vermissen, denn auch sie wurde Teil des Arrangements, die Vergangenheit abzuschütteln. Die junge Frau aber fühlt ebenso wie er und versucht sich – Gott sei dank erfolglos – das Leben zu nehmen. Schließlich stellt sich Lucien die alles entscheidende Frage: Was kostet Liebe? Und ob der Preis, den er an seinen Onkel für ein Leben in Luxus und Sorglosigkeit um den Preis der Liebe nicht doch zu teuer erkauft wurde. Der alte Bankier hat ein Einsehen und erkennt, dass er in diesem einen Punkt den Bogen überspannt hat und bringt das getrennte Liebespaar wieder zusammen.

## Produktionsnotizen
Gedreht im Dezember 1928 und Januar 1929 im Listo-Filmatelier von Wien und mit Außenaufnahmen in Wien und Paris, passierte Was kostet Liebe? die Zensur am 6. April 1929 und wurde am 19. April desselben Jahres in Berlins Atrium-Kino uraufgeführt. Die Wiener Premiere fand erst am 23. Mai 1930 in vier Kinos statt. Die Länge des mit Jugendverbot belegten Sechsakters betrug 1864 Meter.
Die Produktionsleitung übernahm Josef Stein, die Filmbauten gestaltete Josef Pán.

## Kritiken
Hanns Horkheimer schrieb im Berliner Tageblatt über Regisseur Emo: „Die Spieler läßt er kaum spielen, photographiert einen bestimmten Ausdruck, kontrastiert die Porträts und gewinnt so aus der Latenz des einzelnen die Aktivität des Ganzen. Das kommt am meisten Leopold Kramer … zugut, der mit einem Minimum an Aufwand ein Maximum an Wirkung erzielt. Reizend der jüngste Thimig, tollpatschig ohne lächerlich zu sein. Eindringlicher als sonst Igo Sym, aus dem Rahmen fallend Corry Bell, die Bohème-Armut mit Vorstadts-Primitivität verwechselt. (…) Helen Steels … ist als Porzellan-Naive gefällig.“
Härter ins Gericht ging Wiens linke Arbeiter-Zeitung und befand, der „herzlich langweilige und einfallslose Film wurde von Emo sauber inszeniert“ und schrieb über den Hauptdarsteller: „Herr Sym bleibt ausdruckslos wie immer“.
Wiens „Die Unzufriedene“ urteilte knapp, der Film sei „ganz überflüssig“.